# Nordborg Kommune
Nordborg Kommune i Sønderjyllands Amt blev dannet ved kommunalreformen i 1970. Ved strukturreformen i 2007 blev den indlemmet i Sønderborg Kommune sammen med Augustenborg Kommune, Broager Kommune, Gråsten Kommune, Sydals Kommune og Sundeved Kommune.

## Tidligere kommuner
Nordborg i Nordborg Sogn havde efter genforeningen i 1920 beholdt den tyske betegnelse flække, men det begreb bortfaldt med kommunalreformen, hvor 6 sognekommuner blev lagt sammen med Nordborg flække til Nordborg Kommune:
| Kommune         | Folketal 1. januar 1970 | Byer                                                       |
| --------------- | ----------------------- | ---------------------------------------------------------- |
| Nordborg flække | 2.985                   | Nordborg                                                   |
| Holm            | 634                     | Holm                                                       |
| Pøl             | 1.285                   |                                                            |
| Egen            | 2.673                   | Guderup                                                    |
| Havnbjerg       | 4.348                   | Havnbjerg, Langesø, Lavensby og Lunden (bydele i Nordborg) |
| Oksbøl          | 1.314                   | Oksbøl                                                     |
| Svenstrup       | 1.771                   | Stevning og Svenstrup                                      |
| I alt           | 15.010                  |                                                            |

## Sogne
Nordborg Kommune bestod af følgende sogne, alle fra Als Nørre Herred:
- Egen Sogn
- Havnbjerg Sogn
- Nordborg Sogn, som foruden Nordborg flække indeholdt sognekommunerne Holm og Pøl
- Oksbøl Sogn
- Svenstrup Sogn

## Borgmestre[2]
| Navn                  | Parti             | Periode   |
| --------------------- | ----------------- | --------- |
| Jens Christian Jensen | Socialdemokratiet | 1970-1988 |
| Jens Møller Madsen    | Socialdemokratiet | 1988-1997 |
| Jan Prokopek Jensen   | Socialdemokratiet | 1997-2006 |